# Miller Landing
Miller Landing est une localité d'Alaska (CDP) aux États-Unis, appartenant au Borough de la péninsule de Kenai. Sa population était de 74 habitants en 2000.
Son nom lui vient de Charles Miller qui s'est installé là en 1915. C'était un employé de l'Alaska Railroad. Il avait installé un embarcadère dans une crique de la baie Kachemak, où il approvisionnait les bateaux qui venaient de Seldovia.